# Фольквин IV фон Шваленберг
Фольквин IV (нем. Volkwin IV. von Schwalenberg) (р. ок. 1200, ум. 1249/1250) — граф Швалленберга с 1214 и Вальдека в 1224—1228. Фогт монастырей Мёлленбек, Херфорд и Мариенмюнстер.

## Биография
Сын Генриха I, графа Вальдека и Шваленберга (ум. до 21 сентября 1214) и Хесеке фон Дассель (ум. 25 июля 1220).
Наследовал отцу в качестве графа Швалленберга. В 1224 г. после смерти дяди — Германа I, получил Вальдек, который в 1228 г. уступил младшему брату Адольфу.
В 1225 году был обвинён в соучастии в убийстве кёльнского архиепископа Энгельберта I, с которым враждовал. В искупление содеянного обязался основать на своей земле новый монастырь, что и выполнил в 1231 г. (женский монастырь в Швалленберге, в 1247 г. перенесён в Фалькенхаген).
В многолетних войнах с соседями лишился ряда прав и территорий, в том числе фогства в Виллебадессене и вицефогства Хёкстер-Корвей. Также был вынужден заложить часть своих владений.

Графство Шваленберг на карте Германии 1250 г. (северо-восточнее Падерборна))

Жена (свадьба до 1239) — Эрменгарда фон Шварцбург-Бланкенбург (ум. 22 марта 1274), дочь графа Генриха II. Дети:
- Видекинд V, граф Шваленберга в 1249/1250 — 1264
- Ирмгарда (Эрменгарда), аббатиса в Херзе (с 1261)
- Кунигунда, аббатиса монастыря Фалькенхаген (с 1247)
- Генрих I (ум. ок. 1279), граф Штернберга.

Детьми Фольквина IV также называются три прелата, которые, вероятно, были его внуками:
- Фольквин V — епископ Миндена (1275—1293)
- Гюнтер I фон Шваленберг — архиепископ Магдебурга (1277—1283), епископ Падерборна (1308—1310).
- Конрад II фон Штернберг — архиепископ Магдебурга (1266-1277).